# Hydria (geslacht)
Hydria is een geslacht van vlinders uit de familie van de spanners (Geometridae) en de onderfamilie Larentiinae.

## Soorten
- H. andalusica (Ribbe, 1912)
- H. cervinalis

Grote berberisspanner Scopoli, 1763
- H. gudarica (Dufay, 1983)
- H. incertata (Staudinger, 1882)
- H. ithys (Prout, 1937)
- H. montivagata (Duponchel, 1830)
- H. undulata (Linnaeus, 1758) - gegolfde spanner